# Сење (Вељки Кртиш)
Сење (слч. Senné) насељено је мјесто са административним статусом сеоске општине (слч. obec) у округу Вељки Кртиш, у Банскобистричком крају, Словачка Република.

## Становништво
| Година:    | 1994. | 2004.   | 2014.   | 2024.    |
| ---------- | ----- | ------- | ------- | -------- |
| Број људи: | 240   | 231     | 229     | 194      |
| Разлика:   |       | -3,75 % | -0,86 % | -15,28 % |

| Година:    | 2023. | 2024.   |
| ---------- | ----- | ------- |
| Број људи: | 190   | 194     |
| Разлика:   |       | +2,10 % |

Према подацима о броју становника из 2024. године насеље је имало 194 становника.